# Charles Henry Wright
Charles Henry Wright (* 5. Juni 1864 in Oxford; † 21. Juni 1941 in Seaton, Devonshire) war ein englischer Botaniker. Sein offizielles botanisches Autorenkürzel lautet „C.H.Wright“.  

## Leben und Wirken
Wright war am Herbarium in Kew tätig. Für das mehrbändige Werk Flora of Tropical Africa von Daniel Oliver trug er von 1897 bis 1917 mehrere Pflanzenfamilien in den Bänden zwischen 4(2) und 8(2) bei.